# Памятник свободы (Шипка)
Па́мятник Свобо́ды на перева́ле Ши́пка (болг. Паметник на свободата „Шипка“) — мемориал в память павших за освобождение Болгарии во время обороны перевала Шипка в русско-турецкой войне 1877—1878 годов. Монумент расположен на пике Столетова (вершина названа в честь одного из руководителей обороны Шипки, генерал-майора Н. Г. Столетова) возвышающемся над перевалом. Памятник открыт в 1934 году. Построен по проекту архитектора Атанаса Донкова и скульптора Александра Андреева на пожертвования болгарского народа.
Мемориал представляет собой каменную башню в виде усеченной пирамиды высотой 31,5 м. Гигантский бронзовый лев, длиной 8 м и высотой 4 м, расположен над входом в башню, и фигура женщины символизирует победу над османскими войсками. На первом этаже находится мраморный саркофаг с останками нескольких погибших при обороне. Есть ещё четыре этажа, где расположена экспозиция болгарских военных флагов и других реликвий. С верхней части башни открывается захватывающий вид на перевал Шипка и окрестности.
Каждый август возле памятника проводится историческая реконструкция событий 1877 года. Важной частью мероприятия является панихида по погибшим здесь воинам Российский империи, а также болгарским ополченцам. Им отдаются воинские почести, государственные руководители и простые граждане Болгарии возлагают к памятнику на вершине холма венки из живых цветов в знак своей благодарности.

## Мемориальный храм Рождества Христова
Мемориальный Храм Рождества Христова (болг. Храм-паметник „Рождество Христово“) более известен как мемориальная церковь Шипки – является болгарской православной церковью, построенной близ города Шипка в 1885 – 1902 годах по проекту Антония Томишко в стиле московских церквей XVII века архитектором Александром Померанцевым. Она входит в мемориальный комплекс, посвящённый памяти русских и болгарских солдат, которые пали за освобождение Болгарии в русско-турецкой войне 1877 – 78 годов.
Храм был официально открыт 28 сентября 1902 года в присутствии генералов российской армии и многих других почетных гостей. Открытие и освящение мемориальной церкви Шипки совпало с 25-летием сражения за перевал Шипка. В 1970 году храм был провозглашён национальным памятником культуры.
Колокольня церкви достигает высоты 53 м, а её колокола, самый тяжелый из которых весит 12 тонн, были отлиты из патронов, собранных после сражений. В самом храме, имена российских солдат и болгарских добровольцев записана на 34 мраморных плитах. Останки погибших заложены в 17 каменных саркофагов в церковном склепе.

## Галерея
- Шипка. Памятник Свободы. Фото 2016г.
- Шипка. Памятник Свободы.
- Мраморный саркофаг с останками воинов, погибших при обороне перевала в 1877г.